# Festival slovenskega šansona
Festival slovenskega šansona je festival tekmovalnega značaja, ki ga organizira in izvaja 1. program Radia Slovenija (glasbeni program) z namenom gojenja glasbenega žanra šansona.

## Zgodovina
Prvič je bil organiziran leta 2001 po zamisli in na pobudo takratne odgovorne urednice Ivanke Mulec Ploj kot nekakšen naslednik festivala jugoslovanskega šansona (1984–1990), ki ga je v Rogaški Slatini ustanovil Bojan Adamič. Sprva je šlo za bienalno prireditev (2001–2009), med letoma 2009 in 2013 pa je potekal vsako leto. Leta 2014 je v okviru programa nedeljskih glasbenih večerov Drama Akustika pod imenom Festival slovenskega šansona potekal retrospektivni pregled preteklih let, ki pa ne velja za redno izvedbo festivala: »Ob prelomu tisočletja je Radio Slovenija organiziral Festival slovenskega šansona (2001–2013).« Po desetletnem premoru je bil obujen leta 2023 na pobudo Simone Moličnik, urednice Uredništva glasbenega in razvedrilnega programa Radia Slovenija. Od obuditve se ga zopet prireja na dve leti.

### Festival po letih
| #   | Leto | Datum                | Prizorišče                                                                         | Voditelj                            | Št. šansonov | Št. prijav | Žirija                                                                      | Viri                 |
| --- | ---- | -------------------- | ---------------------------------------------------------------------------------- | ----------------------------------- | ------------ | ---------- | --------------------------------------------------------------------------- | -------------------- |
| 1.  | 2001 |                      |                                                                                    |                                     |              |            |                                                                             |                      |
| 2.  | 2003 |                      |                                                                                    |                                     |              |            |                                                                             |                      |
| 3.  | 2005 | 19. 5.               | studio 14 Radia Slovenija                                                          | Maja Šumej                          | 15           | 50         | (izborna in za nagrade) Matej Bogataj Ervin Fritz Mojmir Sepe Žiga Stanič   | [ 1 ] [ 2 ]          |
| 4.  | 2007 | 17. 5.               | studio 14 Radia Slovenija                                                          |                                     | 12           | 41         | Ervin Fritz Andrej Arko Jure Robežnik Žiga Stanič                           | [ 5 ] [ 6 ]          |
| 5.  | 2009 | 23. 5.               | studio 14 Radia Slovenija                                                          | Jose                                | 9            | 34         | (izborna in za zmagovalca) Žiga Stanič Goran Dekleva Nadja Jarc             | [ 7 ] [ 8 ] [ 9 ]    |
| 6.  | 2010 | 13. 11.              | studio 14 Radia Slovenija                                                          | Jose                                | 10           |            | Žiga Stanič (predsednik) ??                                                 | [ 10 ] [ 11 ] [ 12 ] |
| 7.  | 2011 | 22. 10.              | studio 14 Radia Slovenija                                                          | Jose                                | 11           |            | Miha Zor Tomaž Guček Goran Dekleva                                          | [ 13 ] [ 14 ]        |
| 8.  | 2012 | 27. 10.              | studio 1 TV Slovenija                                                              | Janez Škof                          | 11           |            | Miha Zor Tomaž Guček Goran Dekleva                                          | [ 15 ]               |
| 9.  | 2013 | 10. 11.              | SNG Drama Ljubljana                                                                | Polona Juh Saša Tabaković           | 12           |            | Goran Dekleva Tomaž Guček Blaž Šivic Arsen Dedić Miha Zor (predsednik)      | [ 16 ] [ 17 ]        |
| 10. | 2023 | 6. in 14. 5. 28. 10. | Kulturni dom Krško Gledališče Park, Murska Sobota Kulturni center, Rogaška Slatina | Igor Velše Višnja Fičor Tilen Artač | 20           | 66         | (izborna) Rudi Pančur Sandra Erpe Alenka Gotar Goran Dekleva Lojze Krajnčan | [ 18 ]               |

## Nagrajeni in zmagovalni šansoni
Na prvih treh izvedbah je bilo nagrajenih več šansonov. Leta 2001 so bili to:
- Odisej Jureta Ivanušiča,
- Cirkus 1913 Simona Šimata,
- Hrepenenje Štefana Miljeviča (za besedilo)[19] in
- Cigaret' Andraža Hribarja.[8]

Leta 2003 in 2005 je žirija podelila nagrade za najboljše besedilo, glasbo in izvedbo (verjetno je bilo tako tudi leta 2001), leta 2023 pa za besedilo, glasbo in obetavnega mladega avtorja ali izvajalca.
| Leto | Besedilo                                       | Glasba                                 | Izvedba                     | Obetavni mladi avtor/izvajalec |
| ---- | ---------------------------------------------- | -------------------------------------- | --------------------------- | ------------------------------ |
| 2003 | Andrej Rozman - Roza (Strahovi iz velikih sob) | Saša Olenjuk (Kabaret brez skrbi)      | Aleš Hadalin (Norec)        |                                |
| 2005 | Jure Ivanušič (Žabja vas)                      | Gal Gjurin (Brez sramu in brez strahu) | Matjaž Romih (Dama reklama) |                                |
| 2023 | Andrej Tomšič (Bistro)                         | Tomaž Hostnik (Dekle iz zlatih sanj)   |                             | Zajtrk                         |

V letih 2007–2013 in 2023 je žirija izbrala najboljši šanson (najboljše delo v celoti).
| Leto | Šanson               | Izvajalec                                  | Avtorji glasbe, besedila in aranžmaja       |
| ---- | -------------------- | ------------------------------------------ | ------------------------------------------- |
| 2007 | Oda sendviču         | Marko Boh in skupina Samo za to priložnost | Marko Boh (gba)                             |
| 2009 | Dobri možje          | Same babe                                  | Same babe (ga), Viki Baba (b)               |
| 2010 | Magnolija            | Uglašena riba                              | Matevž Goršič (ga), Mihael Lajlar (b)       |
| 2011 | Na poti domov        | Katja Šulc                                 | Nino de Gleria (gba)                        |
| 2012 | Zadet                | Tadeja Fatur                               | Denis Horvat (gba), Damjana Kenda Hussu (b) |
| 2013 | Utrip                | Orkestrada                                 | Rada Kikelj Drašler (gba)                   |
| 2023 | Dekle iz zlatih sanj | Tomaž Hostnik                              | Tomaž Hostnik (gb)                          |

1. ↑  Na samem festivalu naveden kot Mihael Lajler.

## Šansoni po letih

### 2001 in 2003
| Izvajalec               | Naslov                  | Avtorji glasbe, besedila in aranžmaja                                     |
| 2001                    | 2001                    | 2001                                                                      |
| ----------------------- | ----------------------- | ------------------------------------------------------------------------- |
| Manca Urbanc in Nordunk | Cirkus 1913             | Simon Šimat (ga), Tomaž Letnar (b)                                        |
| Andraž Hribar           | Cigaret'                | Andraž Hribar (gba)                                                       |
| Jana Kvas               | C'est la vie            | Jana Kvas (gb), Lojze Krajnčan (a)                                        |
| Žabjak Trio             | Moraliteta              | Klemen Pisk (gba), Rok Svetlič (a), Marjan Dovič (a)                      |
| Jadranka Juras          | Hrepenenje              | Štefan Miljevič (gba), Žiga Golob (a), Jani Moder (a), Jadranka Juras (a) |
| Jure Ivanušič           | Odisej                  | Jure Ivanušič (gb), Lojze Krajnčan (a)                                    |
| 2003                    |                         |                                                                           |
| Lara Jankovič           | Kabaret brez skrbi      | Saša Olenjuk (ga), Lara Jankovič (b)                                      |
| Romana Krajnčan         | Strahovi iz velikih sob | Lojze Krajnčan (ga), Andrej Rozman - Roza (b)                             |
| Aleš Hadalin            | Norec                   | Marko Boh (gba), Aleš Hadalin (a)                                         |
| 2001 ali 2003           |                         |                                                                           |
| Ansambel Ezl ek         | Ringlšpil               | Marko Grobler (gb), Ezl ek (a)                                            |

Seznama sta nepopolna.

### 2005
| Izvajalec        | Naslov                      | Avtorji glasbe, besedila in aranžmaja                                     |
| ---------------- | --------------------------- | ------------------------------------------------------------------------- |
| Lara P. Jankovič | Jaz sem tista iz omare      | Mirko Vuksanovič (g), Lučka Peljhan (b)                                   |
| Lado Leskovar    | Vabilo                      | Silvester Stingl (g), Tone Pavček (b)                                     |
| Olivija          | Brez sramu in brez strahu   | Gal Gjurin (gba)                                                          |
| Matjaž Romih     | Dama reklama                | Matjaž Romih (gb), Drago Ivanuša (a), Jelena Ždrale (a), Blaž Celarec (a) |
| Ana Vipotnik     | Orfejeva pesem              | Silvester Stingl (g), Tone Pavček (b)                                     |
| Romana Krajnčan  | Serenada                    | Lojze Krajnčan (g), Boris A. Novak (b)                                    |
| Andraž Hribar    | Moj življenjski refren      | Andraž Hribar (gb)                                                        |
| Patetico         | Nihče me ne bo videl jokati | Dejan Berden (g), Rok Vilčnik (b)                                         |
| Jana Kvas        | Muzika Marije L.            | Jana Kvas (gb)                                                            |
| Meta Vranič      | Umrl je milijonar           | Aleš Kersnik (g), Bina Štampe Žmavc (b)                                   |
| Metod Banko      | Če bom še živ               | Andrej Goršič (ga), Milan Jesih (b)                                       |
| Nataša Artiček   | Igla                        | Bojan Simončič (g), Nataša Artiček (g), Svetlana Makarovič (b)            |
| Jure Ivanušič    | Žabja vas                   | Jure Ivanušič (gb), Kosta Kostič (a)                                      |
| Lidija Kodrič    | Moj koledar                 | Emil Glavnik (ga), Metka Ravnjak Jauk (b), Jaka Pucihar (a)               |
| Nika Vipotnik    | Eva blues                   | Sebastijan Duh (ga), Andjelija Trkulja (b)                                |

### 2007
| Izvajalec                                  | Naslov                           | Avtorji glasbe, besedila in aranžmaja |
| ------------------------------------------ | -------------------------------- | ------------------------------------- |
| Andraž Hribar                              | Včeraj je naša vas mesto postala |                                       |
| Lidija Kodrič                              | Čas za moške                     |                                       |
| Same babe                                  | Zares krvava pesem               | Viki Baba (gb), Same babe (a)         |
| Katarina Avbar                             | Kdaj pa kdaj se zgodi            |                                       |
| Lado in Dohtarji                           | Pismo pesmi                      |                                       |
| Dean Semolič                               | Prezgodnji mraz                  |                                       |
| Romana Krajnčan                            | S tabo                           |                                       |
| Marko Boh in skupina Samo za to priložnost | Oda sendviču                     | Marko Boh (gba)                       |
| Anžej Dežan                                | Zarja                            | Mojmir Sepe (ga), Boris A. Novak (b)  |
| Vesna Zornik in Ivan Andres Arnšek         | Sama, svoja                      | Matevž Goršič (g), Mihael Lajlar (b)  |
| Gal in Galeristi                           | Včasih                           |                                       |
| Tulio Furlanič                             | Cyrano de Bergerac               |                                       |

### 2009
| Izvajalec       | Naslov                | Avtorji glasbe, besedila in aranžmaja    |
| --------------- | --------------------- | ---------------------------------------- |
| Barbara Čokl    | Ljubim                | Tomaž Kozlevčar (ga), Miša Čermak (b)    |
| Same babe       | Dobri možje           | Same babe (ga), Viki Baba (b)            |
| Tomaž Domicelj  | Negotov               | Tomaž Domicelj (gba)                     |
| Romana Krajnčan | Harmonika samo za dva | Lojze Krajnčan (ga), Feri Lainšček (b)   |
| Dibravibra      | Tranzicija            | Miro Sešek (gba), Dejan Mesec (a)        |
| X MUZA          | Daleč stran           | Nataša Vester Trseglav (gba)             |
| Aleš Hadalin    | Sanjači               | Matevž Goršič (ga), Anja Ivakič (b)      |
| Iva Stanič      | Sem glas              | Nada Žgur (ga), Iva Stanič (b)           |
| Danijel Malalan | Zavesa                | Andrejka Možina (ga), Saša Martelanc (b) |

### 2010
| Izvajalec                                     | Naslov                        | Avtorji glasbe, besedila in aranžmaja                       |
| --------------------------------------------- | ----------------------------- | ----------------------------------------------------------- |
| Franc & Roses                                 | Starka                        | Zlatko Verzelak (ga), Ifigenija Simonović (b)               |
| Bor Seušek                                    | Počasi se pride blizu         | Bor Seušek (gba), Aleš Avbelj (a)                           |
| Anika Horvat                                  | Mačje življenje               | Marino Legovič (ga), Vesta Vanell (b)                       |
| Alenka Herceg                                 | Črna                          | Dezideri Cener (g), Feri Lainšček (b), Lojze Krajnčan (a)   |
| Kolektiv Sladcore                             | Basen o dveh žuželkah         | Marko Boh (gba)                                             |
| Maja Seršen                                   | Kriči naj ljubezen            | Eva Hren (ga), Feri Lainšček (b)                            |
| Viki Baba Brusli & Orev Veličastni & Uroš Buh | Obešena Tončka                | Viki Baba Brusli (gba), Orev Veličastni (ga), Uroš Buh (ga) |
| Žiga Bižal                                    | Stari simulator               | Žiga Bižal (gba), Jurij Štrbenk (a), Erik Šuler (a)         |
| Uglašena riba                                 | Magnolija                     | Matevž Goršič (ga), Mihael Lajlar (b)                       |
| Romana Krajnčan                               | Pardon, gospod iz Galastrasse | Lojze Krajnčan (ga), Bina Štampe Žmavc (b)                  |

1. ↑  Na samem festivalu naveden kot Mihael Lajler.

### 2011
| Izvajalec                  | Naslov                       | Avtorji glasbe, besedila in aranžmaja                                  |
| -------------------------- | ---------------------------- | ---------------------------------------------------------------------- |
| Ani Frece                  | Hotel za srečo               | Marko Mozetič (ga), Tomaž Letnar (b), Murat (b)                        |
| Marino Mrčela              | Skrbi moje dobro jutro!      | Marino Mrčela (gba), Jaka Pucihar (a)                                  |
| Boris Cavazza Quartet      | Pohujšanje                   | Boris Cavazza (gba), Igor Leonardi (ga)                                |
| Matej Krajnc               | Na skriti strani tvojih rok  | Matej Krajnc (gba), Aleksander Cepuš (a)                               |
| Davany                     | Ta tvoj svet                 | Davany (gba)                                                           |
| Jana Kvas in Uglašena riba | Premika se                   | Jana Kvas (gba), Matevž Goršič (a)                                     |
| Petra Polak                | Tržna niša                   | Miha Stabej (ga), Vesta Vanell (b), Jaka Pucihar (a)                   |
| Tristan                    | Sreča se rodi v pričakovanju | Vladimir Mladen Jelovac (ga), Lidija Jelovac (gba), Tomaž Juvančič (a) |
| Katja Šulc                 | Na poti domov                | Nino de Gleria (gba)                                                   |
| Anika Horvat               | Portret                      | Marino Legovič (ga), Leon Oblak (b), Jaka Pucihar (a)                  |
| Anina Trobec in Soddiha    | Tiha                         | Anina Trobec (gba), Soddiha (a)                                        |

### 2012
| Izvajalec                       | Naslov            | Avtorji glasbe, besedila in aranžmaja                                                                        |
| ------------------------------- | ----------------- | --- |
| Ajda Stina Turek                | Barve ljubezni    | Gašper Kržmanc (ga), Matjaž Turek (b)                                                                        |
| Neža Trobec                     | Belo črno         | Aleš Rendla (ga), Neža Trobec (b)                                                                            |
| Ani Frece                       | Feministka        | Marko Mozetič (ga), Tomaž Letnar (b)                                                                         |
| Franc Vezela                    | Blišč in beda     | Franc Vezela (gba)                                                                                           |
| Dušan Uršič & The Drugorazredni | Multi kult        | Samo Glavan (gb), Gregor Forjanič (a)                                                                        |
| Lado Leskovar                   | Naramnici         | Miha Gorše (ga), Andrej Rozman - Roza (b)                                                                    |
| Miha Renčelj                    | Ljubljana         | Miha Renčelj (gba), Luka Kuhar (a), Damir Vintar (a), Žiga Fabbro (a), Urška Indjić (a), Nuša Ofentaušek (a) |
| Tristan                         | Okno              | Vlado Jelovac (ga), Lidija Jelovac (gba), Tomaž Juvančič (a), Janez Novak (a)                                |
| Trio Karaul                     | Življenje v filmu | Matej Krajnc (ga), Sara Špelec (b), Janc Galič (a)                                                           |
| Uglašena riba                   | Poni              | Matevž Goršič (ga), Anja Ivakič (b)                                                                          |
| Tadeja Fatur                    | Zadet             | Denis Horvat (gba), Damjana Kenda Hussu (b)                                                                  |

1. ↑  Navedeno kot na ovitku kompilacijskega albuma.

### 2013
| Izvajalec           | Naslov             | Avtorji glasbe, besedila in aranžmaja                         |
| ------------------- | ------------------ | ------------------------------------------------------------- |
| Ajda Stina Turek    | Kostanjev drevored | Gašper Kržmanc (ga), Matjaž Turek (b)                         |
| Batista Cadillac    | Barbara            | Matija Koritnik (gba)                                         |
| Jerneja in Bor      | Pleševa            | Jerneja Anžlovar (ga), Bor Seušek (ba)                        |
| Selecto             | Kavica za dva      | Selecto (gba)                                                 |
| Matej Mijatović     | Halo, gospodična   | Matej Mijatović (gba), Nebojša Mijatović (b), Enos Kugler (a) |
| Orkestrada          | Utrip              | Rada Kikelj Drašler (gba)                                     |
| Jure Ivanušič       | Zimski večer       | Jure Ivanušič (gba), Jaka Pucihar (a)                         |
| Simona Plut         | Ljubezen je sreča  | Jaka Strajnar (ga), Mateja Pogačnik (b)                       |
| Andrej Trobentar    | Prebujena          | Andrej Trobentar (gba), Nino de Gleria (a)                    |
| Ansambel za slovese | Moje jutro         | Jure Mihevc (ga), Jernej Juren (b)                            |
| Brina               | Pesem se rodi      | Brina (ga), Brina Vogelnik (b)                                |
| Metod Banko         | Od zvezd do vekov  | David Trebižan (gba), Sergej Ranđelović (b)                   |

## Festival slovenskega šansona 2014
Leta 2014 je bil festival zgolj revijalne oz. retrospektivne narave. Ta izvedba ne velja za redno: »Ob prelomu tisočletja je Radio Slovenija organiziral Festival slovenskega šansona (2001–2013).« Nastopilo je 15 šansonjerjev z vidnejšimi šansoni preteklih let:
| - Batista Cadillac – Barbara (2013) - Tristan – Okno (2012) - Selecto – Kavica za dva (2013) - Tadeja Fatur – Zadet (2012) - Same babe – Dobri možje (2009) - Orkestrada – Utrip (2013) - Uglašena riba – Magnolija (2010) - Andrej Trobentar – Prebujena (2013) | - Ani Frece – Hotel za srečo (2011) - Jure Ivanušič – Zimski večer (2013) - Brina – Pesem se rodi (2013) - Renato Jenček – Ta tvoj svet (2011) - Ansambel za slovese – Moje jutro (2013) - Marko Boh in skupina Samo še za to priložnost – Oda sendviču (2007) - Katja Šulc – Na poti domov (2011) |

Prireditev je potekala 16. novembra v SNG Drama Ljubljana v okviru programa nedeljskih glasbenih večerov Drama Akustika. Vodila sta jo Miša Molk in Tilen Artač.